# Добрећ
Добрећ је насељено место у саставу града Опатије у Приморско-горанској жупанији, Република Хрватска.

## Историја
До територијалне реорганизације у Хрватској налазио се у саставу старе општине Опатија.

## Становништво
На попису становништва 2011. године, Добрећ је имао 378 становника.

## Попис1991.
На попису становништва 1991. године, насељено место Добрећ је имало 321 становника, следећег националног састава:
| Попис 1991.‍  | Попис 1991.‍  | Попис 1991.‍ | Попис 1991.‍ | Попис 1991.‍ |
| ------------ | ------------ | ----------- | ----------- | ----------- |
|              |              |             |             |             |
| Хрвати       | Хрвати       |             | 272         | 84,73%      |
| Срби         | Срби         |             | 21          | 6,54%       |
| Словенци     | Словенци     |             | 6           | 1,86%       |
| Муслимани    | Муслимани    |             | 4           | 1,24%       |
| Југословени  | Југословени  |             | 3           | 0,93%       |
| неопредељени | неопредељени |             | 12          | 3,73%       |
| регион. опр. | регион. опр. |             | 1           | 0,31%       |
| непознато    | непознато    |             | 2           | 0,62%       |
| укупно: 321  |              |             |             |             |